# Linda Villumsen
Linda Melanie Villumsen Serup (Herning, 9 de maig de 1985) és una ciclista neozelandesa, d'origen danès. Professional des del 2005, actualment milita a l'equip Team Virtu Cycling. Especialista en la modalitat contrarellotge, ha aconseguit set medalles als Campionats del Món, una d'elles d'or.
Nascuda a Dinamarca, a finals del 2009 es va nacionalitzar neozelandesa. Així ha participat en els Jocs Olímpics, defensant dos països diferents.

## Palmarès
- 2006
  -  Campiona d'Europa sub-23 en contrarellotge
  -  Campiona de Dinamarca en ruta
  -  Campiona de Dinamarca en contrarellotge
  - 1a a la Ruta de França
  - Vencedora d'una etapa a la Ster Zeeuwsche Eilanden
  - 1a a l'Omloop der Kempen
- 2007
  -  Campiona d'Europa sub-23 en contrarellotge
  - Vencedora d'una etapa al Tour de l'Aude
- 2008
  -  Campiona de Dinamarca en ruta
  -  Campiona de Dinamarca en contrarellotge
  - 1a al GP Costa Etrusca
  - Vencedora d'una etapa al Giro de Toscana-Memorial Michela Fanini
- 2009
  -  Campiona de Dinamarca en ruta
  -  Campiona de Dinamarca en contrarellotge
  - 1a a la Volta a Turíngia i vencedora d'una etapa
  - 1a al Gran Premi Santa Luce-Castellina Marittima
  - Vencedora d'una etapa al Tour de l'Aude
  - Vencedora d'una etapa a la Ster Zeeuwsche Eilanden
- 2012
  - 1a al Giro del Trentino i vencedora d'una etapa
  - Vencedora d'una etapa a la Volta a Nova Zelanda
  - Vencedora d'una etapa a l'Emakumeen Euskal Bira
- 2013
  -  Campiona de Nova Zelanda en contrarellotge
  - 1a a la Ruta de França i vencedora d'una etapa
  - Vencedora d'una etapa al Tour de l'Ardecha
- 2014
  - Medalla d'or als Jocs de la Commonwealth en contrarellotge
  - 1a a Tour de l'Ardecha i vencedora d'una etapa
- 2015
  -  Campiona del món en contrarellotge
  -  Campiona de Nova Zelanda en ruta
- 2016
  - Vencedora d'una etapa a la Joe Martin Stage Race